# Limite
Limite ist ein Gemeinschaftspseudonym einer Gruppe französischer Science-Fiction-Autoren, die 1987 unter diesem Namen die Erzählungssammlung Malgré le monde im Verlag Denoël veröffentlichte. Der Band enthielt die folgenden Erzählungen:
- (Celle-ci) est pour mon père
- Le Point de vue de la cafetière
- Vision partiale de l'invasion partielle
- Le Conquérant de la tête à viande
- Debout, les damnés de la Terre !
- Autopsie d'un demi-vivant
- Lei
- Les Vérités perdues
- La Femme-myosotis et Jean Toucouleur
- Le Parc zoonirique
- Donald Duck chez les Hell's Angels
- Le Parfum des vagues qui viennent mourir sur la place, un soir d'hiver frileux
- Prisons de papier
- Dernier repas cannibale

Autoren der Gruppe waren:
- Jacques Barbéri
- Francis Berthelot
- Philippe Curval
- Jean Desvignes
- Lionel Évrard
- Emmanuel Jouanne
- Frédéric Serva
- Jean-Pierre Vernay

Laut dem Klappentext von Malgré le monde hatte sich die Gruppe am 13. Dezember 1986 konstituiert. Der Name der Gruppe wird dort folgendermaßen erläutert:

„LIMITE. 
1. N.f.pl. Qui travaillent là où s'arrête le travail des autres (La nuit, les hommes rôdaient dans ces rues troubles où officiaient Limite, Ch. Bignoux).
2. Adv. Dangereusement, excessivement, avec la volonté d'aller le plus loin possible (Il photographiait limite des couchants et levers. L.F. Céline).
3. Hist. Groupe d'amis officiellement constitué en apparence de mouvement le 13 décembre 1986.“

Die Erzählung Le Parc zoonirique, deren Autor Francis Berthelot war, wurde 1988 mit dem Grand Prix de la Science-Fiction Française ausgezeichnet.
2006 wurde durch eine Initiative des Verlags La Volte die Gruppe vorübergehend wiederbelebt in Form einer zweiten Anthologie, in der unter dem Titel Aux limites du son zehn weitere Erzählungen der Limite-Autoren erschienen, nämlich:
- Jacques Barbéri & Emmanuel Jouanne: Dies Irae
- Jean-Pierre Vernay: Le Retour de l'homme-poisson
- Philippe Curval: Mes Relations avec Lugrustan
- Lionel Évrard: Le Soliloque des limbes
- Emmanuel Jouanne: Expériences en sous-sol
- Jacques Barbéri: Fais voile vers le soleil
- Frédéric Serva: Petites musiques entêtantes
- Francis Berthelot: La Symphonie inaccessible
- Lionel Évrard: Le Monde intérieur
- Emmanuel Jouanne: Acrobaties hors de propos

Im Fall von Emmanuel Jouanne waren die drei Beiträge die letzten Texte, die er vor seinem frühen Tod 2008 veröffentlichte.

## Bibliographie
- Malgré le monde. Reihe Présence du futur, n° 452. Denoël, 1987, ISBN 2-207-30452-3.
- Aux limites du son. La Volte, 2006, ISBN 2-95222174-X.